# Trama Editorial
Trama Editorial es una editorial independiente española con su sede en Madrid fundada en 1996.
La editorial cuenta con 10 colecciones distintas: Barlovento (colección dirigida por el Doctor Manuel Ortuño Martínez), Largo recorrido (colección que cuenta con autores consagrados como Mark Twain, George Sand, Richard Carlile, Castelao, entre otros), Tipos móviles (especializada en el mundo editorial incluye publicaciones de Hubert Nyssen, Severino Cesari, Jean Echenoz, Jean Jacques Pauvert, entre otros),  Arte y Derecho (en colaboración con la Fundación VEGAP), Ecúmene, Memorias del Presente, CICODE, Cercanías, Saguna, Egagrópila.
Publica la revista Trama&TEXTURAS que se encuentra dentro de la Asociacíón de Revistas Culturales de España, revista especializada en el sector editorial de distribución nacional e internacional.
Trama editorial recientemente fue reconocida en la VIII edición de los premios Visual en la categoría Trayectoria Editorial.

## Colecciones
- Barlovento
- Tipos Móviles
- Egagrópila
- Largo Recorrido
- Cercanías
- Memorias del presente
- CICODE
- Saguna
- Arte y derecho
- Texturas
- Ecúmene

## Premios
- Premio a la Trayectoria Editorial en la VIII edición de los premios Visual 2010.[2]